# Praya dubia
Praya dubia is een hydroïdpoliep uit de familie Prayidae. De poliep komt uit het geslacht Praya. Praya dubia werd in 1830 voor het eerst wetenschappelijk beschreven door Quoy & Gaimard in de Blainville. 